# Tångloppor
Tångloppor (Talitridae) är en familj små kräftdjur i ordningen märlkräftor. De förekommer i hela världen på stränder, men det finns också arter som lever i skogar eller trädgårdar. Andra arter lever endast i vatten. Tångloppor är nattaktiva djur som livnär sig på dött växtmaterial.

## Arter
I familjen finns ett 50-tal beskrivna släkten med ungefär 200 arter. Några vanliga arter som finns på stränder är strandloppan (Orchestia gammarellus, även kallad kusthoppare) och strandhopparen (Talitrus saltator, även kallad sandhoppare).

## Släkten
| Agilestia Americorchestia Arcitalitrus Austrotroides Brevitalitrus Caribitroides Cerrorchestia Chelorchestia Chiltonorchestia Chroestia Eorchestia Floresorchestia Hawaiorchestia Keratroides | Macarorchestia Megalorchestia Microrchestia Mysticotalitrus Neorchestia Orchestia Orchestiella Orchestoidea Paciforchestia Palmorchestia Parorchestia Platorchestia Protaustrotroides | Protorchestia Pseudorchestoidea Spelaeorchestia Talitriator Talitroides Talitrus Talorchestia Tasmanorchestia Tethorchestia Transorchestia Traskorchestia Trinorchestia Ulorchestia |